# Kanton Luçon
Luçon is een kanton van het departement Vendée in Frankrijk. Het kanton maakt deel uit van het arrondissement Fontenay-le-Comte.

## Gemeenten
Het kanton Luçon omvatte tot 2014 de volgende 10 gemeenten:
- L'Aiguillon-sur-Mer
- Chasnais
- Grues
- Lairoux
- Luçon (hoofdplaats)
- Les Magnils-Reigniers
- Saint-Denis-du-Payré
- Sainte-Gemme-la-Plaine
- Saint-Michel-en-l'Herm
- Triaize

Na de herindeling van de kantons bij decreet van 17 februari 2014, met uitwerking op 22 maart 2015, omvat het kanton volgende gemeenten : 
- Chaillé-les-Marais
- Champagné-les-Marais
- Chasnais
- Grues
- Le Gué-de-Velluire
- L'Île-d'Elle
- Lairoux
- Luçon
- Les Magnils-Reigniers
- Moreilles
- Mouzeuil-Saint-Martin
- Nalliers
- Pouillé
- Puyravault
- Saint-Denis-du-Payré
- Saint-Michel-en-l'Herm
- Sainte-Gemme-la-Plaine
- Sainte-Radégonde-des-Noyers
- La Taillée
- Triaize
- Vouillé-les-Marais